# 野呂昌満
野呂 昌満（のろ まさみ、1958年1月8日 - ）は、日本の工学者。南山大学理工学部教授。専門はソフトウェア工学。

## 略歴
京都府伏見市出身。大阪府立豊中高等学校、慶應義塾大学工学部管理工学科卒業。同大学大学院工学研究科管理工学後期博士課程単位修得満期退学。工学博士（慶應義塾大学：1988年）。
メリーランド大学客員研究員、南山大学経営学部助教授などを経て1998年から現職。
2014年度から南山大学将来構想推進室室長を兼務している。

## 著書

### 共著
- 『インターネットソフトウェア』（共立出版, 2002年）